# 홍수민 (1977년)
홍수민(1977년 6월 14일~)은 1997년 미스코리아 제주 진(眞) 출신의 배우다. 본명인 홍충민은 자신이 태어나고 3년이 지나 얻은 이름이었으며 본인을 둘러싼 소문 때문에 상처받고 한동안 활동을 중단했는데 한때 홍다희란 이름으로 변경할 계획도 세웠지만 집안의 반대가 예상외로 커서 좌절됐다.

## 프로필
- 출생: 1977년 6월 14일
- 학력: 도남초등학교 - 제주동중학교 - 제주여자고등학교 -제주대학교 한국화과
- 수상: 1997년 미스코리아 제주 진(眞)
- 취미: 수영, 거울보기
- 특기: 한국화 그리기

## 드라마
- 1998년 MBC 《베스트극장 - 그와 함께 타이타닉을 보다》
- 1999년 MBC 《허준》 - 이다희 역
- 2000년 KBS2 《내일은 맑음》
- 2001년 MBC 《베스트극장 - 타인에게 말 걸기》
- 2001년 MBC 《베스트극장 - 미인시대》 - 김소연 역
- 2002년 MBC 《그대를 알고부터》 - 홍은재 역
- 2003년 MBC 《베스트극장 - 살인에 관한 고백》 - 경주 역
- 2003년 SBS 《흥부네 박터졌네》 - 정소영 역
- 2004년 MBC 《물꽃마을 사람들》 - 김희연 역
- 2006년 KBS2 《웃는 얼굴로 돌아보라》 - 홍충민 역
- 2006년 MBC 《기적》
- 2007년 MBC 《그래도 좋아》 - 정혜정 역
- 2008년 SBS 《워킹맘》 - 정현주 역
- 2009년 KBS2 《경숙이 경숙아버지》 - 경숙 모 역
- 2009년 MBC 《2009 외인구단》 - 상구 처 역
- 2009년 MBC 《밥줘》 - 임정희 역

## 가족
- 부모: 아버지, 어머니
- 친척: 조카 2명
- 형제자매:	언니 1명
- 배우자: 남편
- 자녀: 슬하 3남

## 같이 보기
- 1997년 미스코리아
- 미스코리아 제주